# Clan Hineno
Il clan Hineno (日根野氏?, Hineno-shi) fu un clan di samurai del Giappone medievale della provincia di Mino.

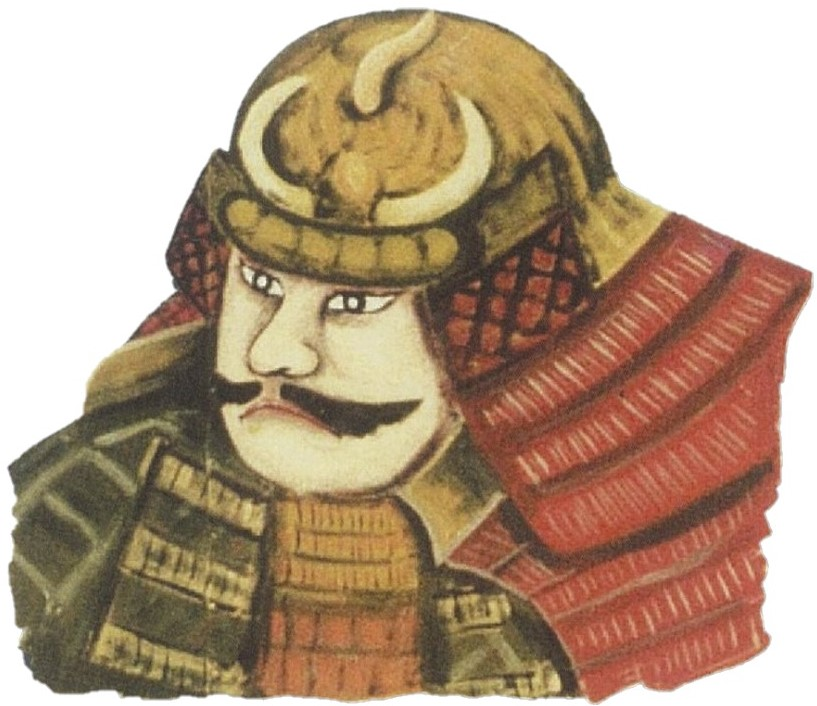
Hineno Yoshiaki

## Membri importanti del clan
- Hineno Hironari (日根野 弘就?; 1518–1602) vassallo del clan Saitō, servì Yoshitatsu e Tatsuoki. Quando quest'ultimo fu sconfitto da Oda Nobunaga, Hironari prese la tonsura e divenne monaco di nome Jibukyō-hōin nel 1567[1].
- Hineno Takayoshi (日根野 高吉?; 1539–1600) figlio di Hironari, prese parte alla campagna di Odawara e come ricompensa ebbe il castello di Takashima (Shinano, 28.000 koku)[2].
- Hineno Yoshitomo (日根野 高吉?; 1588–1658) figlio di Takayoshi, noto anche come Yoshiaki, fu trasferito nel 1601 a Mibu (Shimotsuke) e successivamente, nel 1634, a Funai (Bungo, 20.000 koku)[3]. Morì senza un erede e i suoi territori vennero confiscati dallo shogunato Tokugawa.